# Arnoldo Alemán
José Arnoldo Alemán Lacayo, (født 23. januar 1946, i Managua), var Nicaraguas præsident fra 1997-2001 og efterfulgtes af Violeta Chamorro.